# Derek Trucks
Derek Trucks, född 8 juni 1979 i Jacksonville, Florida, är en amerikansk gitarrist och medlem av The Derek Trucks Band, Trucks Tedeschi Band och The Allman Brothers Band. Han är känd som en skicklig slidegitarrist inom blues och bluesrock.
Han är sedan 2001 gift med musikern Susan Tedeschi och de har två barn, födda 2002 och 2004. 

## Diskografi

### Med The Derek Trucks Band
- 1997 – The Derek Trucks Band
- 1998 – Out of the Madness
- 2002 – Joyful Noise
- 2003 – Soul Serenade
- 2004 – Live at Georgia Theatre
- 2006 – Songlines
- 2009 – Already Free

### Med The Allman Brothers Band
- 2002 – Peakin' at the Beacon
- 2002 – Hittin' the Note
- 2002 – One Way Out